# Konrad Szelejkowski
Konrad Szelejkowski (1787–1839) – polski matematyk, profesor na Uniwersytecie Petersburskim, w Instytucie Korpusu Inżynierów Górniczych i w Instytucie Technologicznym w Petersburgu.
Pochodził z guberni wileńskiej. Studiował na Uniwersytecie Wileńskim, w 1811  przeniósł się do Instytutu Pedagogicznego w Petersburgu, który ukończył w 1815. Po skończeniu studiów pracował jako nauczyciel języka francuskiego w Instytucie Smolnym dla szlachetnie urodzonych pań (1815–1816). Następnie był profesorem matematyki w Korpusie Górniczym, a potem w Instytucie Korpusu Inżynierów Górniczych (1816–1839). W tym ostatnim prowadził zajęcia z trygonometrii i geometrii analitycznej.
W latach 1818–1824 profesor matematyki, najpierw w Instytucie Pedagogicznym, następnie w Instytucie Matematyczno-Fizycznym Uniwersytetu Petersburskiego. Ponadto w latach 1819–1823 pełnił funkcję opiekuna akademika uniwersytetu. W tym czasie był obok Wincentego Wiśniewskiego (1781–1855) i Wincentego Ankludowicza (1792–1856) jednym z trzech profesorów Polaków na uniwersytecie. Z pracy na uniwersytecie sam zrezygnował. Był także wykładowcą mechaniki w Instytucie Technologicznym w Petersburgu. Lubiany powszechnie przez studentów.